# Арпая
Арпа́я (итал. Arpaia) — город в Италии, расположен в регионе Кампания, подчинён административному центру Беневенто.
Население составляет 1 878 человек, плотность населения составляет 376 чел./км². Занимает площадь 5 км². Почтовый индекс — 82012. Телефонный код — 00823.
Покровителями коммуны почитаются Пресвятая Богородица (Madonna delle Grazie) и святой архангел Михаил.